# Mayot
Pour les articles homonymes, voir Mayot (homonymie).
Mayot est une commune française située dans le département de l'Aisne, en région Hauts-de-France.

## Géographie

### Localisation
La commune est située entre les communes d'Achery et de Brissay-Choigny.

### Hydrographie
La commune est située dans le bassin Seine-Normandie. Elle est drainée par l'Oise et divers bras de l'Oise,.
L'Oise prend sa source en Belgique, à 309 mètres d'altitude, dans l'ancienne commune de Forges et se jette dans la Seine à 20 mètres d'altitude, au Pointil en rive droite et en aval du centre de Conflans-Sainte-Honorine dans le département des Yvelines. D'une longueur 341 kilomètres, elle est presque entièrement navigable et bordée de canaux sur 104 kilomètres.
Le bras de Oise, d'une longueur de 17 km, prend sa source dans la commune de Châtillon-sur-Oise et se jette  dans l'Oise (rive gauche) à Achery, après avoir traversé huit communes.

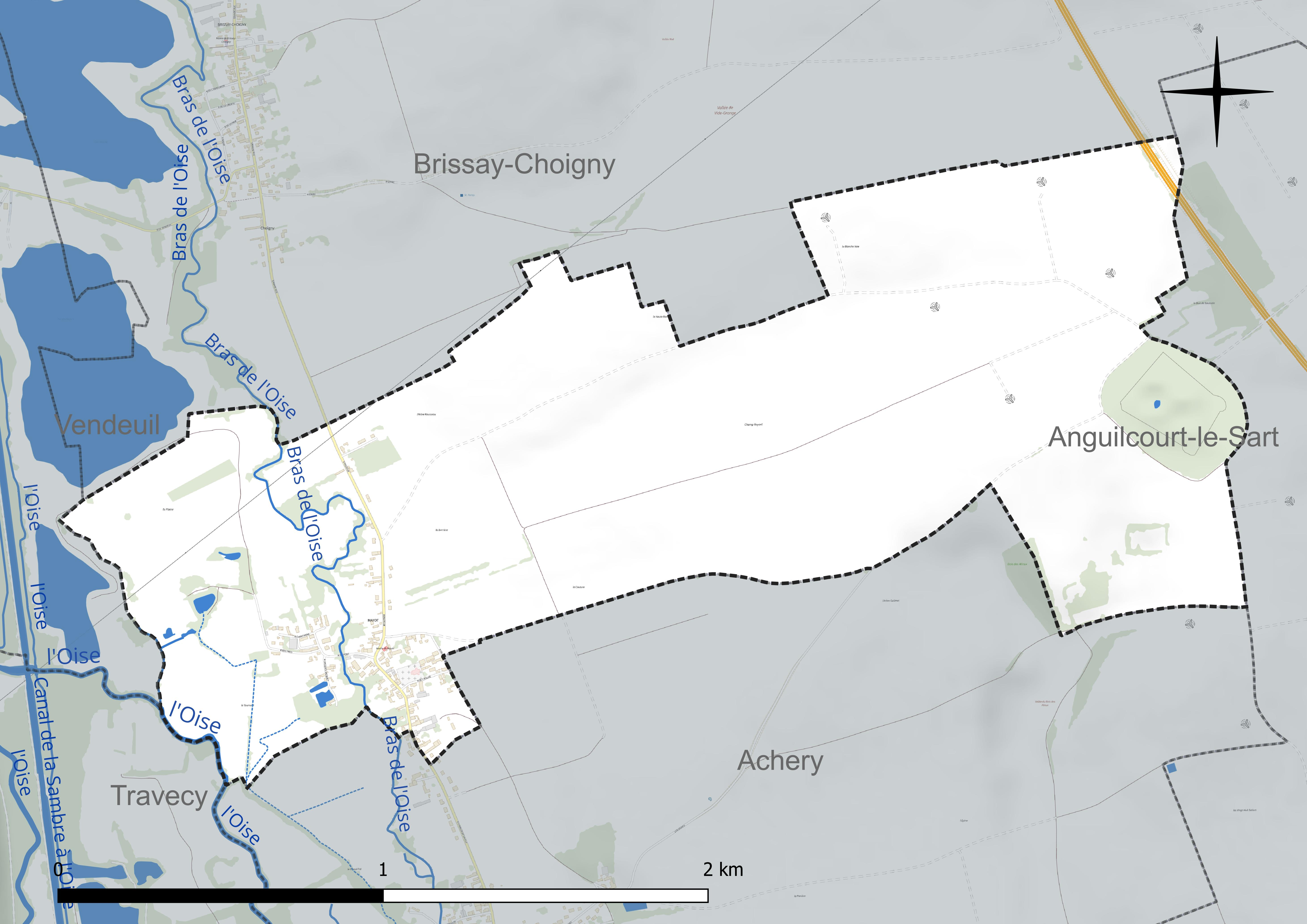
Réseau hydrographique de Mayot.

### Climat
Pour des articles plus généraux, voir Climat des Hauts-de-France et Climat de l'Aisne.
En 2010, le climat de la commune est de type climat océanique dégradé des plaines du Centre et du Nord, selon une étude du CNRS s'appuyant sur une série de données couvrant la période 1971-2000. En 2020, Météo-France publie une typologie des climats de la France métropolitaine dans laquelle la commune est exposée à un climat océanique altéré et est dans la région climatique Nord-est du bassin Parisien, caractérisée par un ensoleillement médiocre, une pluviométrie moyenne régulièrement répartie au cours de l'année et un hiver froid (3 °C).
Pour la période 1971-2000, la température annuelle moyenne est de 10,5 °C, avec une amplitude thermique annuelle de 14,9 °C. Le cumul annuel moyen de précipitations est de 690 mm, avec 11,2 jours de précipitations en janvier et 8,4 jours en juillet. Pour la période 1991-2020, la température moyenne annuelle observée sur la station météorologique la plus proche, située sur la commune de Chauny à 15 km à vol d'oiseau, est de 11,1 °C et le cumul annuel moyen de précipitations est de 709,9 mm,. Pour l'avenir, les paramètres climatiques de la commune estimés pour 2050 selon différents scénarios d'émission de gaz à effet de serre sont consultables sur un site dédié publié par Météo-France en novembre 2022.

## Urbanisme

### Typologie
Au 1er janvier 2024, Mayot est catégorisée commune rurale à habitat dispersé, selon la nouvelle grille communale de densité à 7 niveaux définie par l'Insee en 2022.
Elle est située hors unité urbaine. Par ailleurs la commune fait partie de l'aire d'attraction de Saint-Quentin, dont elle est une commune de la couronne,. Cette aire, qui regroupe 120 communes, est catégorisée dans les aires de 50 000 à moins de 200 000 habitants,.

### Occupation des sols
L'occupation des sols de la commune, telle qu'elle ressort de la base de données européenne d'occupation biophysique des sols Corine Land Cover (CLC), est marquée par l'importance des territoires agricoles (93,3 % en 2018), une proportion sensiblement équivalente à celle de 1990 (93,4 %). La répartition détaillée en 2018 est la suivante : 
terres arables (73,1 %), prairies (16 %), zones urbanisées (6,6 %), zones agricoles hétérogènes (4,2 %), eaux continentales (0,1 %).
L'évolution de l'occupation des sols de la commune et de ses infrastructures peut être observée sur les différentes représentations cartographiques du territoire : la carte de Cassini (XVIIIe siècle), la carte d'état-major (1820-1866) et les cartes ou photos aériennes de l'IGN pour la période actuelle (1950 à aujourd'hui).

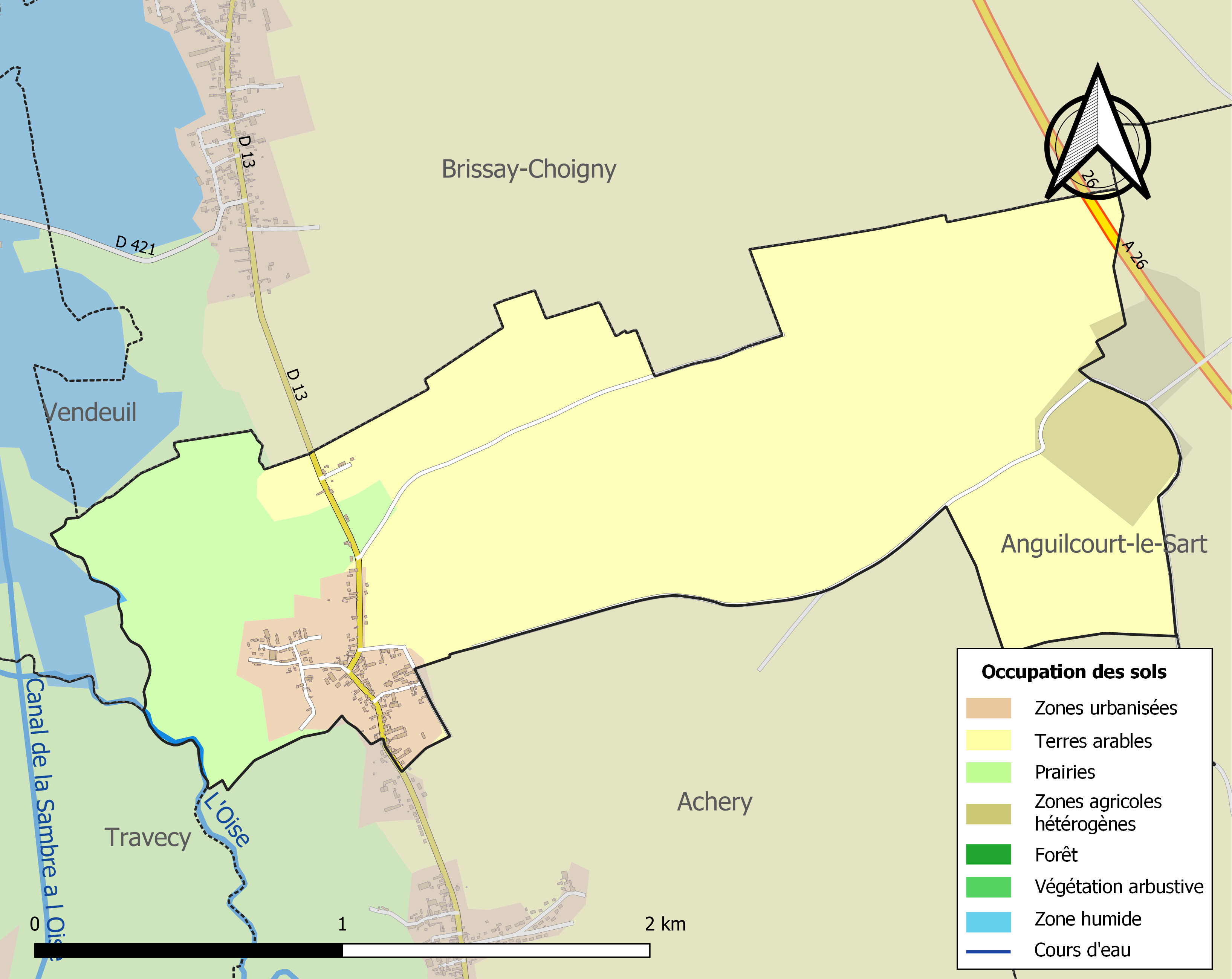
Carte de l'occupation des sols de la commune en 2018 (CLC).

## Toponymie
Le nom du village apparaît pour la première fois en l'an 1249, sous l'appellation de Maioc, ensuite Mayoc[Quand ?], Mayoch[Quand ?], Mayhoc [Quand ?], Maiocq [Quand ?], Maihoc [Quand ?], Maiot en 1493, Mayot-sur-Oise et enfin l'orthographe actuelle Mayot sur la carte de Cassini vers 1450.

## Histoire
Carte de Cassini

|  |

L'histoire de cette commune n'est pas connue pour l'instant. Néanmoins, on peut déjà attester de sa présence vers 1138, puisqu'un certain Vautier de Mayot en était le seigneur à cette époque.
Liste des seigneurs de Mayot (connus à ce jour) :
- Vautier de Mayot (1138) ;
- Gilet de Mayot (1216) ;
- René de Mayot (1262) ;
- Clarembaud de Mayot, chevalier de Mayot (1280~1300) ;
- Jean Demeny, écuyer, seigneur en partie d'Achery et de Mayot (1697).

En dernier lieu, juste avant la Révolution française, la seigneurie de Mayot appartenait au comte de Brienne, Louis-Marie-Athanase de Loménie.

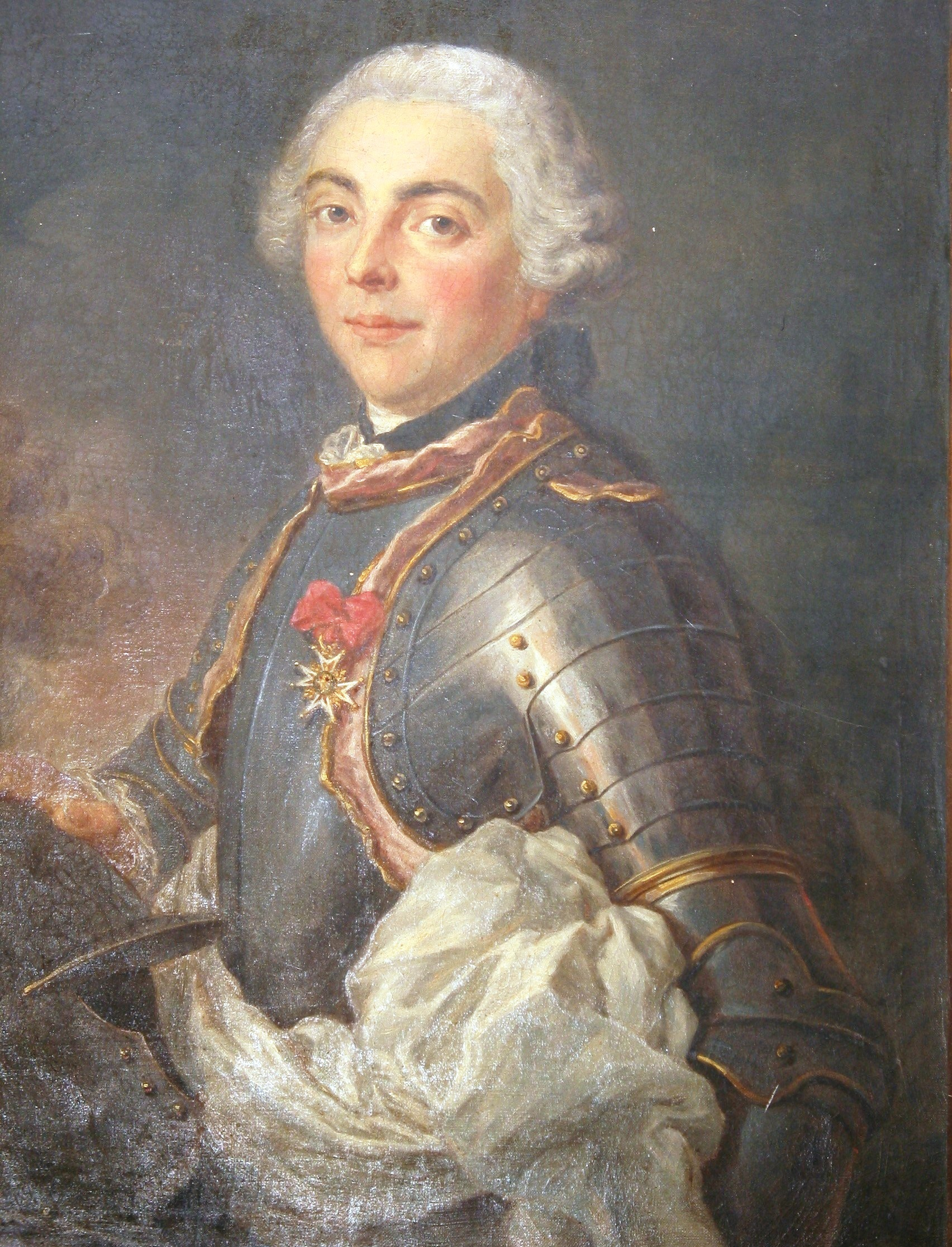
Guillotiné en 1794, le comte Louis-Marie-Athanase de Loménie fut le dernier seigneur de Mayot.

La carte de Cassini montre qu'au XVIIIe siècle, Mayot était une paroisse  située sur la rive gauche de l'Oise. Le chemin de Ribemont à Tergnier traverse la commune.
La commune de Mayot est décorée de la Croix de guerre 1914-1918 par décret en date du 17 octobre 1920.

## Politique et administration

### Découpage territorial
La commune de Mayot est membre de la communauté d'agglomération Chauny-Tergnier-La Fère, un établissement public de coopération intercommunale (EPCI) à fiscalité propre créé le 1er janvier 2017 dont le siège est à Chauny. Ce dernier est par ailleurs membre d'autres groupements intercommunaux.
Sur le plan administratif, elle est rattachée à l'arrondissement de Laon, au département de l'Aisne et à la région Hauts-de-France. Sur le plan électoral, elle dépend du  canton de Tergnier pour l'élection des conseillers départementaux, depuis le redécoupage cantonal de 2014 entré en vigueur en 2015, et de la première circonscription de l'Aisne  pour les élections législatives, depuis le dernier découpage électoral de 2010.

### Administration municipale
| Période                                  | Période                       | Identité           | Étiquette | Qualité                                 |
| ---------------------------------------- | ----------------------------- | ------------------ | --------- | --------------------------------------- |
| Les données manquantes sont à compléter. |                               |                    |           |                                         |
| avant 1876                               | après 1879                    | Coquenet           |           |                                         |
| mars 1989                                | mars 2008                     | Jean-Claude Niay   |           | Premier mandat                          |
| mars 2008                                | avril 2014                    | André Charlier     |           |                                         |
| avril 2014                               | juillet 2020                  | Jean-Claude Niay   | DVD       | Retraité de l'agriculture Second mandat |
| juillet 2020                             | En cours (au 28 juillet 2020) | Béatrice Blanchard |           |                                         |

## Démographie
L'évolution du nombre d'habitants est connue à travers les recensements de la population effectués dans la commune depuis 1793. Pour les communes de moins de 10 000 habitants, une enquête de recensement portant sur toute la population est réalisée tous les cinq ans, les populations de référence des années intermédiaires étant quant à elles estimées par interpolation ou extrapolation. Pour la commune, le premier recensement exhaustif entrant dans le cadre du nouveau dispositif a été réalisé en 2008.

En 2022, la commune comptait 213 habitants, en évolution de +1,91 % par rapport à 2016 (Aisne : −1,97 %, France hors Mayotte : +2,11 %).
| 1793 | 1800 | 1806 | 1821 | 1831 | 1836 | 1841 | 1846 | 1851 |
| ---- | ---- | ---- | ---- | ---- | ---- | ---- | ---- | ---- |
| 327  | 350  | 413  | 386  | 474  | 484  | 494  | 521  | 511  |

| 1856 | 1861 | 1866 | 1872 | 1876 | 1881 | 1886 | 1891 | 1896 |
| ---- | ---- | ---- | ---- | ---- | ---- | ---- | ---- | ---- |
| 514  | 510  | 517  | 444  | 417  | 378  | 374  | 368  | 335  |

| 1901 | 1906 | 1911 | 1921 | 1926 | 1931 | 1936 | 1946 | 1954 |
| ---- | ---- | ---- | ---- | ---- | ---- | ---- | ---- | ---- |
| 310  | 383  | 294  | 146  | 221  | 233  | 215  | 188  | 226  |

| 1962 | 1968 | 1975 | 1982 | 1990 | 1999 | 2006 | 2008 | 2013 |
| ---- | ---- | ---- | ---- | ---- | ---- | ---- | ---- | ---- |
| 254  | 236  | 202  | 183  | 182  | 176  | 174  | 174  | 199  |

| 2018 | 2022 | - | - | - | - | - | - | - |
| ---- | ---- | - | - | - | - | - | - | - |
| 213  | 213  | - | - | - | - | - | - | - |

## Lieux et monuments
- Le fort de Mayot construit de 1879 à 1881 ; les Allemands le dynamiteront en 1918. Aujourd'hui, il n'en reste plus que des ruines.

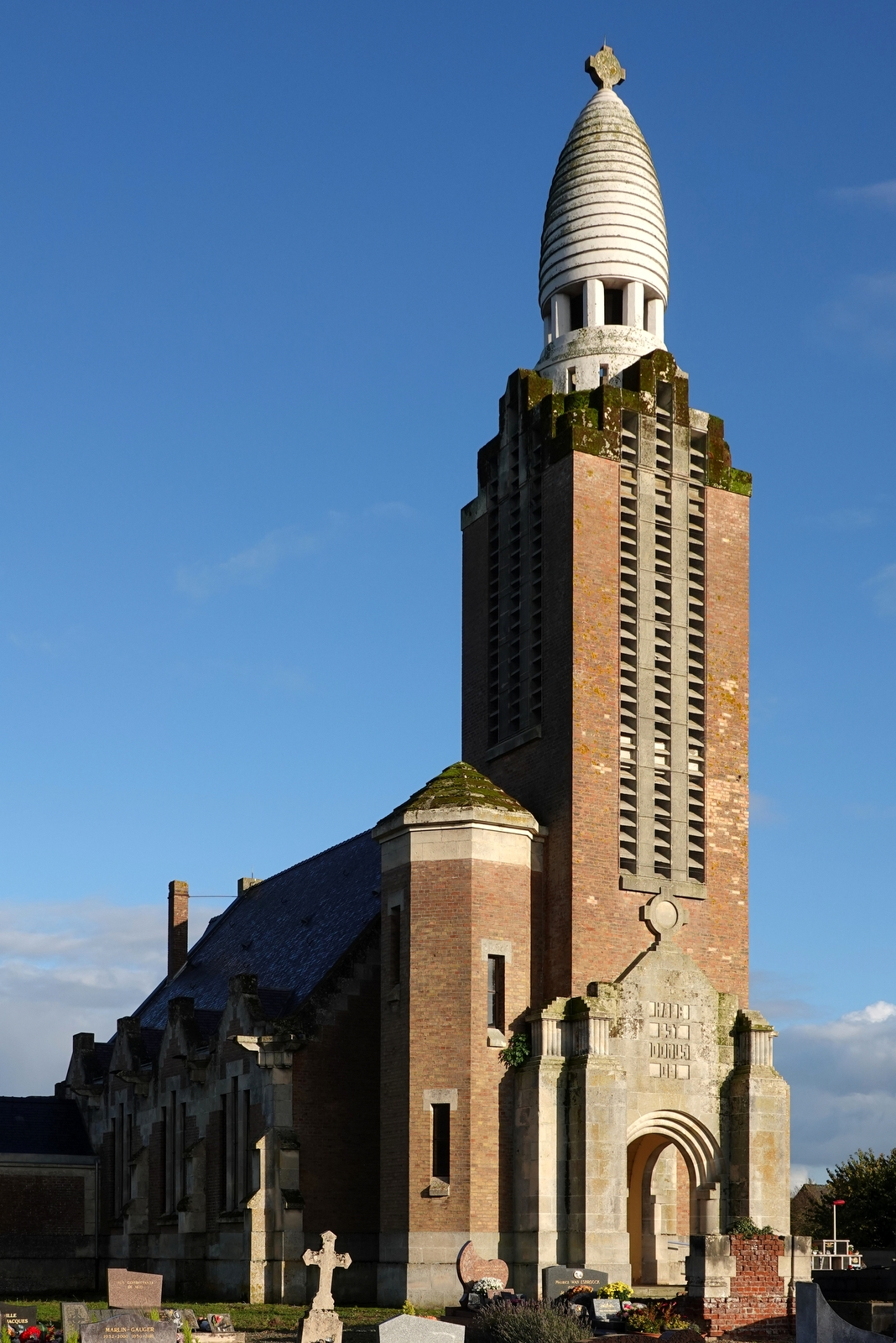
Église Saint-Christophe
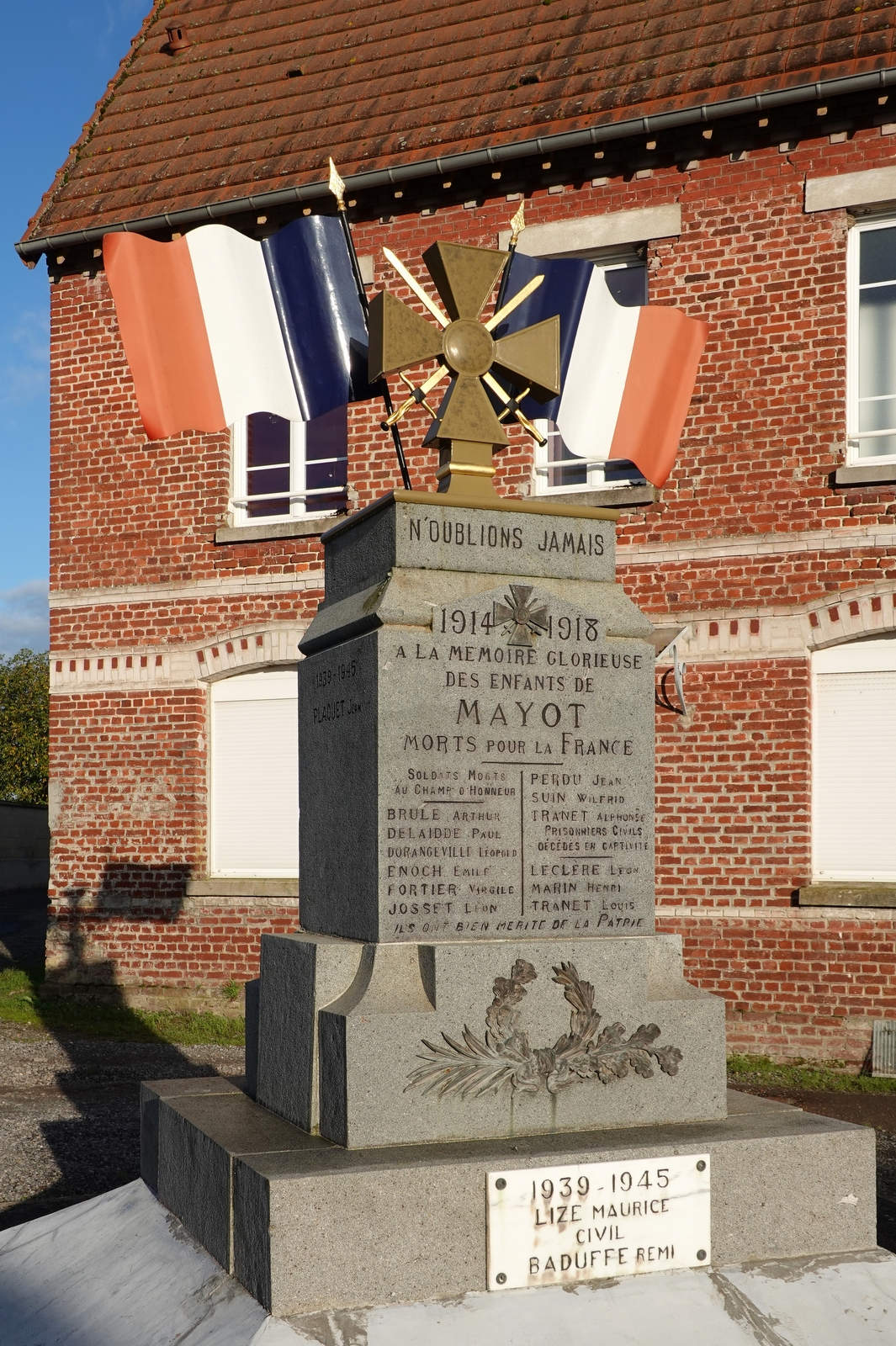
Monument aux morts de Mayot
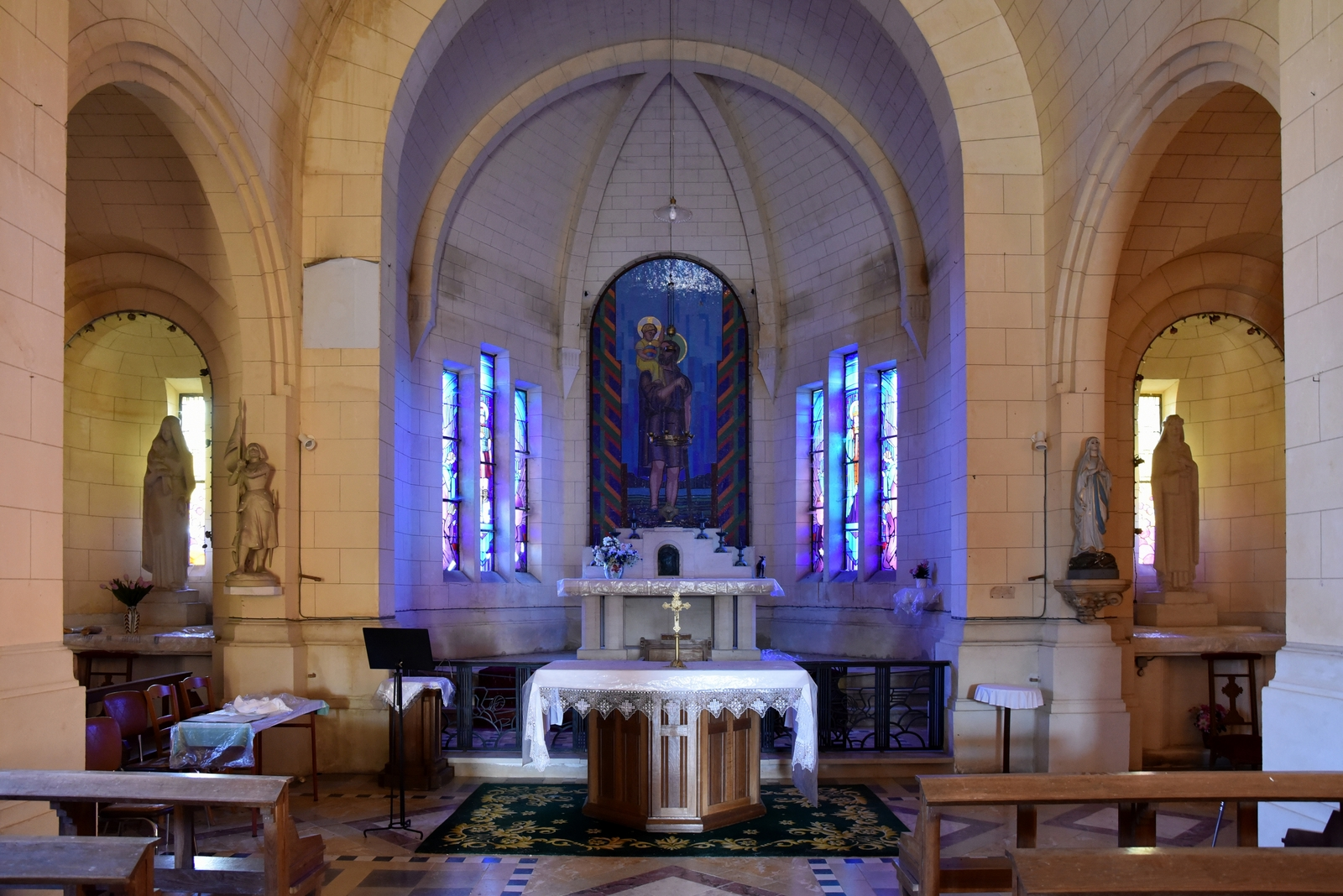
Chœur de l'église de Mayot

- Église Saint-Christophe
- Monument aux morts de Mayot
- Chœur de l'église de Mayot